# Hubertus van Pruisen

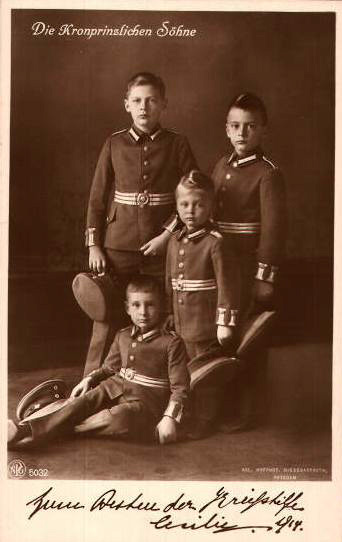
Hubertus, zittend op de voorgrond, met zijn twee oudere en jongere broers, foto ondertekend door kroonprinses Cecilie, ten behoeve van de Oorlogshulp (zum Besten der Kriegshilfe)

Hubertus Karel Wilhelm van Pruisen (Potsdam, 20 september 1909 - Windhoek, Zuidwest-Afrika, 8 april 1950), was een Pruisische prins uit het Huis Hohenzollern.

## Levensloop

### Jeugd en periode in het leger
Hij was de derde zoon van de laatste Duitse kroonprins Wilhelm en diens vrouw Cecilie van Mecklenburg-Schwerin. Na het ineenstorten van het Duitse Keizerrijk trok Hubertus met zijn ouders, jongere broer en twee zusjes naar Oels, in Silezië, waar het gezin woonde op een klein landhuis. Hubertus trad in 1934 toe tot het leger en nam in 1939 deel aan de Duitse inval in Polen. In 1940 kwam zijn oudere broer Wilhelm om bij de invasie van Frankrijk. Daarop besloot Hitler tot het zogenaamde Prinzenerlass. De adhesie voor de gevallen Hohenzollern-prins was namelijk zo groot geweest, dat hij vreesde dat de monarchisten de wind in de zeilen zouden krijgen als er nog meer prinsen zouden sneuvelen. Hubertus moest dus terugtreden uit het leger.

### Gezin en leven na de Tweede Wereldoorlog
Inmiddels was Hubertus twee keer getrouwd. Eerst huwde hij in 1941 met barones Maria von Humboldt-Dachroeden, van wie hij twee jaar later scheidde, en in 1943 met zijn tweede echtgenote Magdalena van Reuß (1920-2009), met wie hij twee dochters kreeg: 
- Anastasia Victoria Cecilia Hermine (1944), die in 1965 huwde met Alois Konstantin, hoofd van het huis Löwenstein-Wertheim-Rosenberg.
- Marie Christine (1947-1966), die stierf bij een auto-ongeluk.

Na de Tweede Wereldoorlog moesten hij en zijn gezin hun bezittingen in Oost-Pruisen verlaten. Ze vestigden zich op een van de zogenaamde kroondomeinen in Zuidwest-Afrika. Daar overleed de prins in 1950, na een mislukte operatie aan de blindedarm.